# Geneviève Redstone
Geneviève Redstone es una deportista canadiense que compitió en taekwondo. Ganó una medalla de bronce en el Campeonato Panamericano de Taekwondo de 2008 en la categoría de –67 kg.

## Palmarés internacional
| Campeonato Panamericano | Campeonato Panamericano | Campeonato Panamericano | Campeonato Panamericano |
| Año                     | Lugar                   | Medalla                 | Categoría               |
| ----------------------- | ----------------------- | ----------------------- | ----------------------- |
| 2008                    | Caguas (Puerto Rico)    | Medalla de bronce       | –67 kg                  |